# Harry E. Ahles
Harry E. Ahles (1924 - 1981) foi um botânico norte-americano.